# Pagerluyung
Pagerluyung is een bestuurslaag in het regentschap Mojokerto van de provincie Oost-Java, Indonesië. Pagerluyung telt 3916 inwoners (volkstelling 2010).